# Jacob Bank

Jacob Bank (født 9. Februar 2001) er en dansk professionel bokser.
Han bokser for den danske stald TK Promotions.

Han har været regerende WBO Global mester i Supermellemvægt siden den 23. november 2024.

Han har tidligere været WBO Youth og WBO European mester i Supermellemvægt.

## Amatørresultater
- Nr. 1 U/15 Jyske mesterskaber (-63 kg) Hinnerup, Danmark 2013[9]
- Nr. 2 U/17 Danmarksmesterskaberne (-63 kg) Esbjerg, Danmark 2016[10]
- Nr. 1 U/17 Jyske mesterskaber (-66 kg) Aarhus, Danmark 2017[11]
- Nr. 1 U/19 Jyske mesterskaber (-69 kg) Vejle, Danmark 2018[12][13]
- Nr. 1 U/19 Jyske mesterskaber (-69 kg) Vejle, Danmark 2019[14]
- Nr. 1 U/19 Nordiske mesterskaber (-69 kg) Tampere, Finland 2019[15][16][17]
- Nr. 1 U/19 Danmarksmesterskaberne (-75 kg) Jyllinge, Danmark 2019[18]
- Nr. 1 Danmarksmesterskaberne (-75 kg) Aalborg, Danmark 2020[19][20][21]

## Professionelle kampe
| 16 Vundne (8 knockouts), 0 Tabt, 0 Uafgjorte |             |                      |      |              |                    |                                      |                                                  |
| Resultat                                     | Rekordliste | Modstander           | Type | Rd., Tid     | Dato               | Sted                                 | Noter                                            |
| Vandt                                        | 16-0        | Damian Biacho        | UD   | 10 (10)      | 1. marts 2025      | Vejen Idrætscenter, Vejen, Danmark   | Forsvarede WBO Global Supermellemvægts titlen.   |
| Vandt                                        | 15-0        | Ibo Maier            | RTD  | 4 (10). 3:00 | 23. november 2024  | Forum Kolding, Kolding, Danmark      | Vandt ledig WBO Global Supermellemvægts titel.   |
| Vandt                                        | 14-0        | Iago Kiziria         | UD   | 8 (8)        | 14. september 2024 | Midtdjurs Hallen, Ryomgård, Danmark  |                                                  |
| Vandt                                        | 13-0        | Hernan Perez         | UD   | 8 (8)        | 20. april 2024     | Rofi-Centret, Ringkøbing, Danmark    |                                                  |
| Vandt                                        | 12-0        | Ronny Landaeta       | KO   | 7 (12). 1:28 | 3. februar 2024    | Forum Kolding, Kolding, Danmark      | Forsvarede WBO European Supermellemvægts titlen. |
| Vandt                                        | 11-0        | Almir Skrijelj       | TKO  | 2 (8), 1:32  | 1. september 2023  | Gråkjær Arena, Holstebro, Danmark    |                                                  |
| Vandt                                        | 10-0        | Ralfs Vilcans        | UD   | 10 (10)      | 24. juni 2023      | Forum Kolding, Kolding, Danmark      | Vandt ledig WBO European Supermellemvægts titel. |
| Vandt                                        | 9-0         | Taras Golovashchenko | RTD  | 3 (8), 3:00  | 25. februar 2023   | Gråkjær Arena, Holstebro, Danmark    |                                                  |
| Vandt                                        | 8-0         | Rafael Bejaran       | RTD  | 1 (10), 3:00 | 1. oktober 2022    | Forum Kolding, Kolding, Danmark      |                                                  |
| Vandt                                        | 7-0         | Idaas Redjdal        | KO   | 3 (6), 0:57  | 11. juni 2022      | Rofi-Centret, Ringkøbing, Danmark    |                                                  |
| Vandt                                        | 6-0         | Christian Mazzon     | UD   | 8 (8)        | 9. april 2022      | Gråkjær Arena, Holstebro, Danmark    |                                                  |
| Vandt                                        | 5-0         | Aku Kanninen         | RTD  | 7 (10), 3:00 | 13. november 2021  | Sydbank Arena, Kolding, Danmark      | Vandt ledig WBO Youth Supermellemvægts titel.    |
| Vandt                                        | 4-0         | Viacheslav Andreiev  | UD   | 6 (6)        | 28. august 2021    | Rofi-Centret, Ringkøbing, Danmark    |                                                  |
| Vandt                                        | 3-0         | Novak Radulovic      | UD   | 6 (6)        | 25. juni 2021      | Struer Energi Park, Struer, Danmark  |                                                  |
| Vandt                                        | 2-0         | Gaston Due           | UD   | 4 (4)        | 5. december 2020   | Gilleleje Hallen, Gilleleje, Danmark |                                                  |
| Vandt                                        | 1-0         | Birkan Garip         | KO   | 2 (4), 2:07  | 26. september 2020 | Struer Energi Park, Struer, Danmark  | Professionel debut.                              |

## Referenser
1. ↑  Jacob Bank bliver professionel | ugeavisen.dk
2. ↑  Jacob Bank profdebuterer i Struer - Boksenyt
3. ↑  https://boksenyt.dk/bank-vinder-wbo-global-titel-da-maier-opgiver/
4. ↑  https://knock-out.dk/nyheder/bank-blev-mester-igen-tysker-gav-op/26641/
5. ↑  Suveræn Jacob Bank vandt karrierens første titel - KNOCK OUT - Danmarks bedste bokseside
6. ↑  Jacob Bank vinder WBO Youth titlen med overlegen sejr - Boksenyt
7. ↑  Lokal bokser vandt VM-titel på hjemmebane | ugeavisen.dk
8. ↑  Jacob Bank overbeviser med stensikker pointsejr - Boksenyt
9. ↑  5 guld og 3 sølv til Jyske mesterskaber i Hinnerup - BK Wedala
10. ↑  Oliver vinder DM i boksning
11. ↑  To lokale boksere blev jyske mestre | hsfo.dk
12. ↑  Wedala-profiler kæmper om mesterskaber på hjemmebane | ugeavisen.dk
13. ↑  Blodtud og blåt øje: Mesterskaber i boksning kom til Vejle | frdb.dk
14. ↑  Finalereferat fra de Jyske Mesterskaber - Boksenyt
15. ↑  "Arkiveret kopi". Arkiveret fra originalen 6. november 2022. Hentet 6. november 2022.
16. ↑  https://www.dabu.dk/wp-content/uploads/2021/04/Nordiske-mesterskaber-MK-1.pdf
17. ↑  Danske finaleresultater ved NM - Boksenyt
18. ↑  Danske mestre 2019 - KNOCK OUT - Danmarks bedste bokseside
19. ↑  Danske mestre, elite mænd - DaBU
20. ↑  Finale resultater fra DM elite - Boksenyt
21. ↑  Jakob Bank dansk mester efter vægttab | fyens.dk
22. ↑  https://boxrec.com/en/proboxer/900970
23. ↑  Jacob Bank | Boxer Page | Tapology